# Шманенков, Иван Васильевич
Иван Васильевич Шманенков — советский хозяйственный, государственный и политический деятель, профессор, доктор технических наук.

## Биография
Родился в 1902 году в Енакиеве. Член КПСС.
В 1926—1982 гг. — ассистент в Институте прикладной минералогии, участник разработки технологии комплексного использования титаномагнетитов, директор Всесоюзного института минерального сырья, заместитель директора Всесоюзного института минерального сырья по научной работе.
Доцент Военно-химической академии РККА им. К. Е. Ворошилова, кафедра общей химической технологии.
За выявление сырьевых ресурсов, разработку и освоение технологии производства нового типа промышленной продукции был в составе коллектива удостоен Сталинской премии 1952 года.
Умер в Москве в 1982 году.

## Научные труды
- Плавка уральских титаномагнетитов [Текст] / Инж. И. В. Шманенков ; Под ред. акад. Э. В. Брицке. — Москва ; Ленинград : Цветметиздат, 1932 (М. : ф-ка книги «Красный пролетарий»). — Обл., 84 с. : ил.; 23х15 см.
- Цветные металлы и сплавы [Текст] : Глава из курса Общей химической технологии (конспект лекций) / Доц. И. В. Шманенков ; Под ред. проф. С. И. Вольфкович ; Воен.-хим. акад. РККА им. К. Е. Ворошилова. Кафедра общ. хим. технологии. — Москва : [б. и.], 1934. — 40 с. : ил.; 26 см.
- Цветные металлы и сплавы [Текст] : Глава из курса Общей химической технологии : (Конспект лекций) / Доц. И. В. Шманенков ; Под ред. нач. Кафедры проф. С. И. Вольфкович ; Воен.-хим. акад. РККА им. К. Е. Ворошилова. Кафедра общ. хим. технологии. — Москва : типо-лит. ВХА РККА им. К. Е. Ворошилова, 1934. — 40 с. : черт.; 25х18 см.
- Нагревательные приборы в лабораторной практике [Текст] / В. С. Веселовский, И. В. Шманенков. — 3-е изд., испр. и доп. — Москва : ГОНТИ. Глав. ред. хим. лит-ры, 1938 (Л. : 3 тип. ОНТИ). — 189 с. : ил.; 22 см.
- Нагревательные приборы в лабораторной практике [Текст] / В. С. Веселовский и И. В. Шманенков. — 4-е изд., перераб. — Москва ; Ленинград : Госхимиздат, 1947 (Ленинград : тип. им. Евг. Соколовой). — 183 с. : черт.; 20 см.
- Нагревательные приборы в лабораторной практике [Текст] / В. С. Веселовский, И. В. Шманенков, Е. В. Носачев. — 5-е изд., доп. — Москва ; Ленинград : Госхимиздат, 1951. — 231 с. : ил.; 20 см.
- Курс технологии минеральных веществ [Текст] : Допущено ВКВШ в качестве учеб. пособия для хим. техникумов / А. П. Егоров, А. И. Шерешевский, И. В. Шманенков. — Москва : Госхимиздат, 1944. — 444 с. : ил., черт., схем.; 23 см.
- Технологическое опробование и картирование месторождений / Г. А. Коц, С. Ф. Чернопятов, И. В. Шманенков. — М. : Недра, 1980. — 288 с. : ил.; 22 см.
- Курс технологии минеральных веществ [Текст] : [Учеб. пособие для техникумов] / А. П. Егоров, А. И. Шерешевский и И. В. Шманенков. — 2-е изд., перераб. — Москва ; Ленинград : Госхимиздат, 1950 (Ленинград : тип. им. Ев. Соколовой). — 535 с. : ил.; 23 см.
- Общая химическая технология неорганических веществ [Текст] : [Учеб. пособие для хим. техникумов МХП] / А. П. Егоров, А. И. Шерешевский, И. В. Шманенков. — 3-е изд., перераб. — Москва : Госхимиздат, 1955. — 552 с. : ил.; 23 см.
- Общая технология неорганических веществ [Текст] : [Учеб. пособие для учащихся техникумов] / А. П. Егоров, А. И. Шерешевский, И. В. Шманенков. — 4-е изд., перераб. — Москва : Химия, 1964. — 688 с. : ил.; 22 см.
- Курс по технология на минералните вещества [Текст] : Учебник за II и III курс на техникумите по индустриална химия / А. П. Егоров, А. Н. [!] Шерешевский, И. В. Шманенков ; Прев. Д. Янакиев. — София : Народна просвета, 1952. — 497 с. : ил.; 28 см.
- Курс по технология на минералните вещества [Текст] : Учебник за II и III курс на техникумите по индустриална химия / А. П. Егоров, А. Н. Шерешевски, И. В. Шманенков ; Прев. Д. Янакиев. — 2-е изд., попр. — София : Народна просвета, 1954. — 494 с. : ил.; 28 см.
- Curs de tehnologia substanţelor minerale [Текст] : Trad. din limba rusă / A. P. Egorov, A. I. Şereşevschi, I. V. Şmanenkov. — [Bucureşti] : Ed. tehnică, 1952. — 552 с. : ил.; 21 см.
- Szervetlen vegyipari technológia [Текст] / A. P. Jegorov, A. I. Seresevszkij, I. V. Smanyenkov ; A ford. lektorálta és a magyar kiadást szerkesztette dr. Szűcs Miklós. — Budapest : Tankönyvkiadó, 1952. — 428 с. : ил.; 24 см. — (Egyetemi tankönyv).